# Forbet
forBET Zakłady Bukmacherskie Sp. z o.o. – spółka handlowa z siedzibą w Warszawie prowadząca legalną działalność bukmacherską na terenie Polski i Czech. Swoją działalność jako bukmacher online Spółka rozpoczęła w 2016 roku na podstawie uzyskanej licencji. Decyzją z dnia 15.11.2021 licencja została przedłużona na kolejne 6 lat.
forBET czynnie wspiera polski sport od początku swojej działalności. Spółka jest sponsorem głównym ŁKS, Arka Gdynia, partnerem amp futbol oraz sponsorem IV ligi Warmińsko-Mazurskiej. Ambasadorem firmy jest dziennikarz Canal + Sport, Bartosz Ignacik. W czerwcu 2024 roku forBET stał się oficjalnym sponsorem Cracovii. W sierpniu 2024 roku forBET stał się oficjalnym bukmacherem Superligi w piłce ręcznej.

## Działalność forBET
Przedmiotem działalności spółki stosownie do zezwolenia wydanego przez Ministra Finansów, regulaminu wzajemnych zakładów bukmacherskich i ustawy z dnia 19 listopada 2009 r. o grach hazardowych jest zawieranie zakładów wzajemnych w formie umów cywilnych z osobami fizycznymi na terytorium Polski za pośrednictwem strony internetowej. W 2023 roku forBET został laureatem Nagród Bukmacherskich organizowanych przez Legalnych Bukmacherów w kategorii Najlepszy Customer Service. W 2024 forBET ponownie został laureatem Nagród Bukmacherskich organizowanych przez serwis LegalniBukmacherzy.pl -  w kategorii Najlepsza oferta powitalna. 